# Liga dos Campeões da OFC de 2007
A Liga dos Campeões da Oceania de 2007 (O-League) foi a 6ª edição da competição de clubes de futebol realizada pela Confederação de Futebol da Oceania (OFC). O torneio substituiu a Copa dos Campeões da Oceania e contou com a participação de seis equipes de cinco países: Nova Zelândia, Nova Caledônia, Taiti, Fiji e Ilhas Salomão.
O Auckland City classificou-se por ser o atual campeão da Copa dos Campeões da Oceania. As outras cinco equipes classificaram-se por seu desempenho nos respectivos campeonatos nacionais. O Waitakere United, da Nova Zelândia, foi convidado após a desistência do Port Vila Sharks, de Vanuatu, tornando-se a segunda equipe neozelandesa a intervir no torneio.

## Fase de grupos
As duas equipes melhores colocadas em cada grupo avançam para a final, aonde se enfrentam em jogos de ida e volta nos dias 21 e 29 de abril. O campeão classifica-se para o Campeonato Mundial de Clubes da FIFA 2007 no Japão, e recebe um premiação de 1 milhão de dólares.

### Grupo A
| Pos | Time             | Pts | J | V | E | D | GP | GC | SG  |
| --- | ---------------- | --- | - | - | - | - | -- | -- | --- |
| 1   | Waitakere United | 8   | 4 | 2 | 2 | 0 | 13 | 5  | 8   |
| 2   | Auckland City    | 8   | 4 | 2 | 2 | 0 | 10 | 4  | 6   |
| 3   | AS Mont-Dore     | 0   | 4 | 0 | 0 | 4 | 1  | 15 | -14 |

| Data            | Partida          | Partida | Partida          |
| --------------- | ---------------- | ------- | ---------------- |
| 21 de janeiro   | AS Mont-Dore     | 0-2     | Auckland City    |
| 24 de janeiro   | Waitakere United | 2-2     | Auckland City    |
| 20 de fevereiro | Waitakere United | 6-1     | AS Mont-Dore     |
| 23 de fevereiro | Auckland City    | 4-0     | AS Mont-Dore     |
| 31 de março     | AS Mont-Dore     | 0-3     | Waitakere United |
| 4 de abril      | Auckland City    | 2-2     | Waitakere United |

### Grupo B
| Pos | Time        | Pts | J | V | E | D | GP | GC | SG |
| --- | ----------- | --- | - | - | - | - | -- | -- | -- |
| 1   | Ba          | 10  | 4 | 3 | 1 | 0 | 7  | 3  | 4  |
| 2   | AS Temanava | 4   | 4 | 1 | 1 | 2 | 3  | 5  | -2 |
| 3   | Marist      | 3   | 4 | 1 | 0 | 3 | 5  | 7  | -2 |

| Data            | Partida     | Partida | Partida     |
| --------------- | ----------- | ------- | ----------- |
| 19 de fevereiro | Marist      | 0-2     | Ba          |
| 23 de fevereiro | AS Temanava | 1-1     | Ba          |
| 12 de março     | Ba          | 3-2     | Marist      |
| 16 de março     | AS Temanava | 2-1     | Marist      |
| 19 de março     | Ba          | -       | AS Temanava |
| 20 de março     | Ba          | 1-0     | AS Temanava |
| 22 de março     | Marist      | 2-0     | AS Temanava |

## Final
| 21 de abril de 2007 | Ba                                    | 2–1 | Waitakere United   | Govind Park, Ba |
|                     | Ronald Chandra 7' Josaia Bukalidi 74' |     | Commins Menapi 54' |                 |

| 29 de abril de 2007 | Waitakere United (1) | 1–0 | Ba | Mount Smart Stadium, Auckland |
|                     | Alan Pearce 55'      |     |    |                               |

(1) - Waitakere United sagrou-se campeão pelo critério do gol marcado fora de casa.
| O-League 2007                        |
| ------------------------------------ |
| WAITAKERE UNITED Campeão (1º título) |